# ノー・リーズン・トゥ・クライ
『ノー・リーズン・トゥ・クライ』（No Reason to Cry）は、エリック・クラプトンが1976年に発表したアルバム。ザ・バンドの全メンバーやボブ・ディラン等、多くのゲストを迎えて制作された。

## 解説
ザ・バンド所有のシャングリ・ラ・スタジオで、膨大な数のミュージシャンによるセッションを行い、その中から10曲（CDでは「ラスト・ナイト」を追加した11曲）を収録。アルバム・クレジットでは、ザ・バンド等を手がけたロブ・フラボニがプロデューサーとして記載されているが、実質的にはエリック・クラプトンとカール・レイドルの主導によりレコーディング・セッションが進められ、ロブは制作過程の後半から参加。
ボブ・ディランは「サイン・ラングウィッヂ」を提供し、ボーカルでも参加。この時ディランは「セヴン・デイズ」という楽曲も用意したが、本作には収録されず、この時ゲスト参加していたロン・ウッドに気に入られ、ロンのアルバム『ギミ・サム・ネック』（1979年）で取り上げられた。
本作のセッションで録音された未発表曲の中には、ヴァン・モリソンが参加した曲や、ピート・タウンゼントが参加した曲もある。
本作からの第一弾シングル「ハロー・オールド・フレンド」は、全米24位を記録。

## 収録曲
作曲者の記載なき楽曲はエリック・クラプトン作。
Side 1
1. ビューティフル・シング - Beautiful Thing (Rick Danko, Richard Manuel)
2. カーニヴァル - Carnival
3. サイン・ラングウィッヂ - Sign Language (Bob Dylan)
4. カウンティ・ジェイル・ブルース - County Jail Blues (Alfred Fields)
5. オール・アワ・パスト・タイムズ - All Our Past Times (Eric Clapton, R. Danko)

Side 2
1. ハロー・オールド・フレンド - Hello Old Friend
2. ダブル・トラブル - Double Trouble (Otis Rush)
3. イノセント・タイムズ - Innocent Times (E. Clapton, Marcy Levy)
4. ハングリィ - Hungry (M. Levy, Dicky Simms)
5. ブラック・サマー・レイン - Black Summer Rain

Bonus Track(CD)
1. ラスト・ナイト - Last Night (Walter Jacobs)

## 参加ミュージシャン
※allmusic内「Credits」に基づく
- エリック・クラプトン - ギター、ボーカル
- ジョージ・テリー - ギター
- ディック・シムズ - キーボード
- カール・レイドル - ベース
- ジェイミー・オールディカー - ドラム
- イヴォンヌ・エリマン - ボーカル
- マーシー・レヴィ - ボーカル
- ボブ・ディラン - ボーカル
- ロビー・ロバートソン - ギター、キーボード
- リチャード・マニュエル - キーボード
- ガース・ハドソン - キーボード、サックス
- リック・ダンコ - ベース
- リヴォン・ヘルム - ドラム
- サンディ・キャッスル - ボーカル
- クリス・ジャガー - ボーカル
- ロン・ウッド - ギター
- ジェシ・エド・デイヴィス - ギター
- メルヴィン・ワー・ワー・ワトソン - ギター
- ビリー・プレストン - キーボード
- ジョージィ・フェイム - キーボード
- アルビー・ガルテン - ピアノ
- テリー・ダンコ - パーカッション
- セルジオ・ロドリゲス - パーカッション
- ラルフ・モス - パーカッション
- ボビー・エリス - トランペット